# Aartsbisdom Cuzco
Het aartsbisdom Cuzco (Latijn: Archidioecesis Cuschensis) is een rooms-katholiek aartsbisdom met als zetel Cuzco, in Peru. De aartsbisschop van Cuzco is metropoliet van de kerkprovincie Cuzco, waartoe ook de volgende suffragane bisdommen behoren:
- Abancay
- Chuquibambilla (territoriale prelatuur)
- Sicuani

## Geschiedenis
Het aartsbisdom werd opgericht op 5 september 1536, als het bisdom Cuzco, uit delen van het aartsbisdom Sevilla, en was suffragaan aan het aartsbisdom Sevilla. Het is hiermee het oudste bisdom in Peru. Op 12 februari 1546 werd het suffragaan aan het nieuw verheven aartsbisdom Lima. Op 23 mei 1943 werd het verheven tot metropolitaan aartsbisdom. 
Het verloor meermaals gebied bij de oprichting van de bisdommen Lima (1541), Paraguay (1547), La Plata o Charcas (1552), Ayacucho o Huamanga (1609), Puno (1861), San Domingo de Urubamba (prefectuur, 1900), Abancay (1958), Sicuani (prelatuur, 1959) en Callao (1967).

## Parochies
Het aartsbisdom had in 2021 een oppervlakte van 23.807 km2 en telde 2.312.570 inwoners waarvan 88,3% rooms-katholiek was.

## Ordinarii

### Bisschoppen
- Vicente Valverde Alvarez (8 januari 1537 - 31 oktober 1541)
- Juan Solano (29 februari 1544 - 1562)
- Francisco Ramírez (6 juli 1562 - 1564)
- Mateo Pinello (19 januari 1565 - 1569)
- Sebastián Lartaún (4 september 1570 - 9 oktober 1583)
- Gregorio de Montalvo Olivera (16 november 1587 - 11 december 1592)
- Antonio de la Raya Navarrete (6 juni 1594 - 28 juli 1606)
- Fernando Mendoza González (12 januari 1609 - 1618)
- Lorenzo Pérez de Grado (18 maart 1619 - 4 september 1627)
- Fernando de Vera y Zuñiga (16 juli 1629 - 9 november 1638; aartsbisschop op persoonlijke titel)
- Diego Montoya Mendoza (16 juli 1640; niet in bezit genomen)
- Juan Alonso y Ocón (31 augustus 1643 - 17 juli 1651)
- Pedro de Ortega y Sotomayor (27 november 1651 - 1658)
- Agustín Muñoz de Sandoval (17 november 1659 - april 1661)
- Bernardo de Izaguirre de los Reyes (31 juli 1662 - 15 juli 1669)
- Manuel de Mollinedo Angulo (15 december 1670 - 26 september 1699)
- Juan González de Santiago (9 februari 1705 - 12 december 1707)
- Gabriel de Arregui y Gutiérrez (13 januari 1716 - 9 oktober 1724)
- Bernardo de Serreda y Villate (19 december 1725 - 2 maart 1733)
- José Manuel de Sarricolea y Olea (5 mei 1734 - 2 oktober 1740)
- Pedro Morcillo Rubio de Auñón (18 april 1742 - 1 april 1747)
- Juan de Castañeda Velásquez y Salazar (20 januari 1749 - 22 februari 1762)
- Juan Manuel Jerónimo de Romaní y Carrillo (26 september 1763 - 15 september 1768)
- Agustín Gorritátegui (12 december 1770 - 28 oktober 1776)
- Juan Manuel Moscoso y Peralta (28 september 1778 - 3 augustus 1789)
- Bartolomé María de las Heras Navarro (14 december 1789 - 31 maart 1806)
- José Maria Pérez Armendáriz (31 maart 1806 - 9 februari 1819)
- José Calixto Orihuela Valderrama (27 juni 1821 - 25 augustus 1838; hulpbisschop sinds 29 maart 1819)
- Eugenio Mendoza Jara (17 september 1838 - 18 augustus 1854)
- Julián Ochoa Campos (27 maart 1865 - 17 september 1875)
- Pedro José Tordoya Montoya (17 september 1875 - 23 maart 1880)
- Juan Antonio Falcón Iturrizaga (19 januari 1893 - 1 mei 1909)
- José Gregorio Castro Miranda (21 maart 1910 - 13 november 1917)
- Pedro Pascuál Francesco Farfán de los Godos (19 april 1918 - 18 september 1933)

### Aartsbisschoppen
- Felipe Santiago Hermosa y Sarmiento (13 juni 1935 - 17 december 1956)
- Carlos Maria Jurgens Byrne (17 december 1956 - 6 december 1965)
  - Elías Prado Tello (hulpbisschop: 14 november 1963 - 5 augustus 1972)
- Ricardo Durand Flórez (14 februari 1966 - 14 januari 1975)
- Luis Vallejos Santoni (14 januari 1975 - 8 juni 1982)
  - Severo Aparicio Quispe (hulpbisschop: 11 december 1978 - 10 april 1999)
- Alcides Mendoza Castro (5 oktober 1983 - 29 november 2003)
- Juan Antonio Ugarte Pérez (29 november 2003 - 28 oktober 2014; hulpbisschop: 18 oktober 1986 - 4 december 1991)
- Richard Daniel Alarcón Urrutia (28 oktober 2014 - heden)
  - Lizardo Estrada Herrera (hulpbisschop: 9 januari 2021 - heden)

## Galerij van afbeeldingen

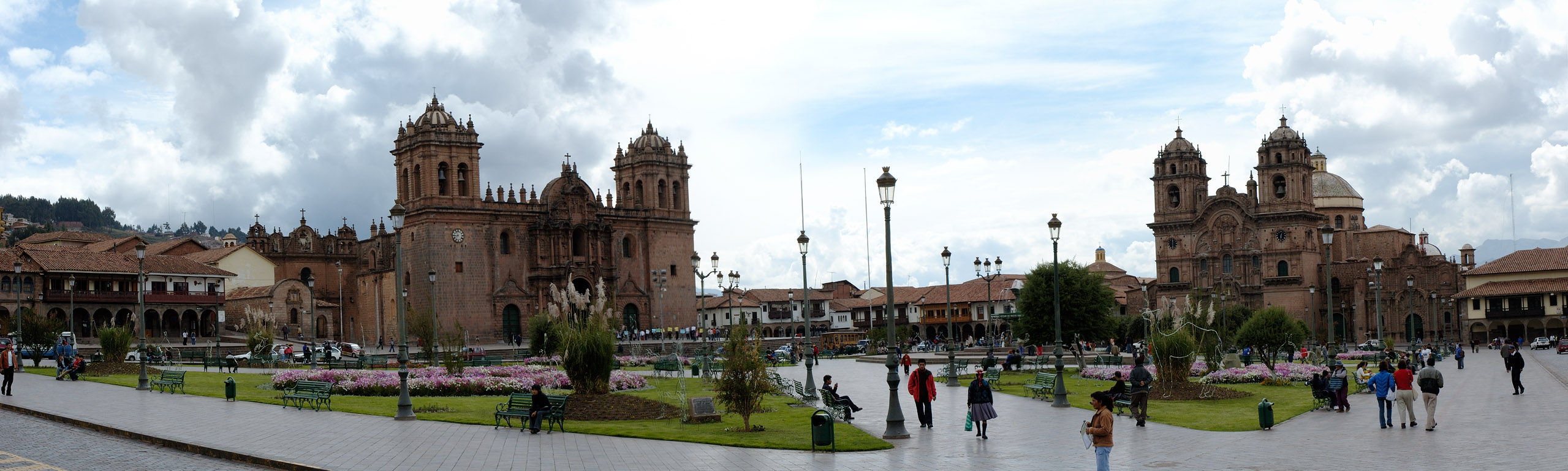
Centrale plein van Cuzco in 2005, met links de kathedraal en rechts de Jezuïetenkerk
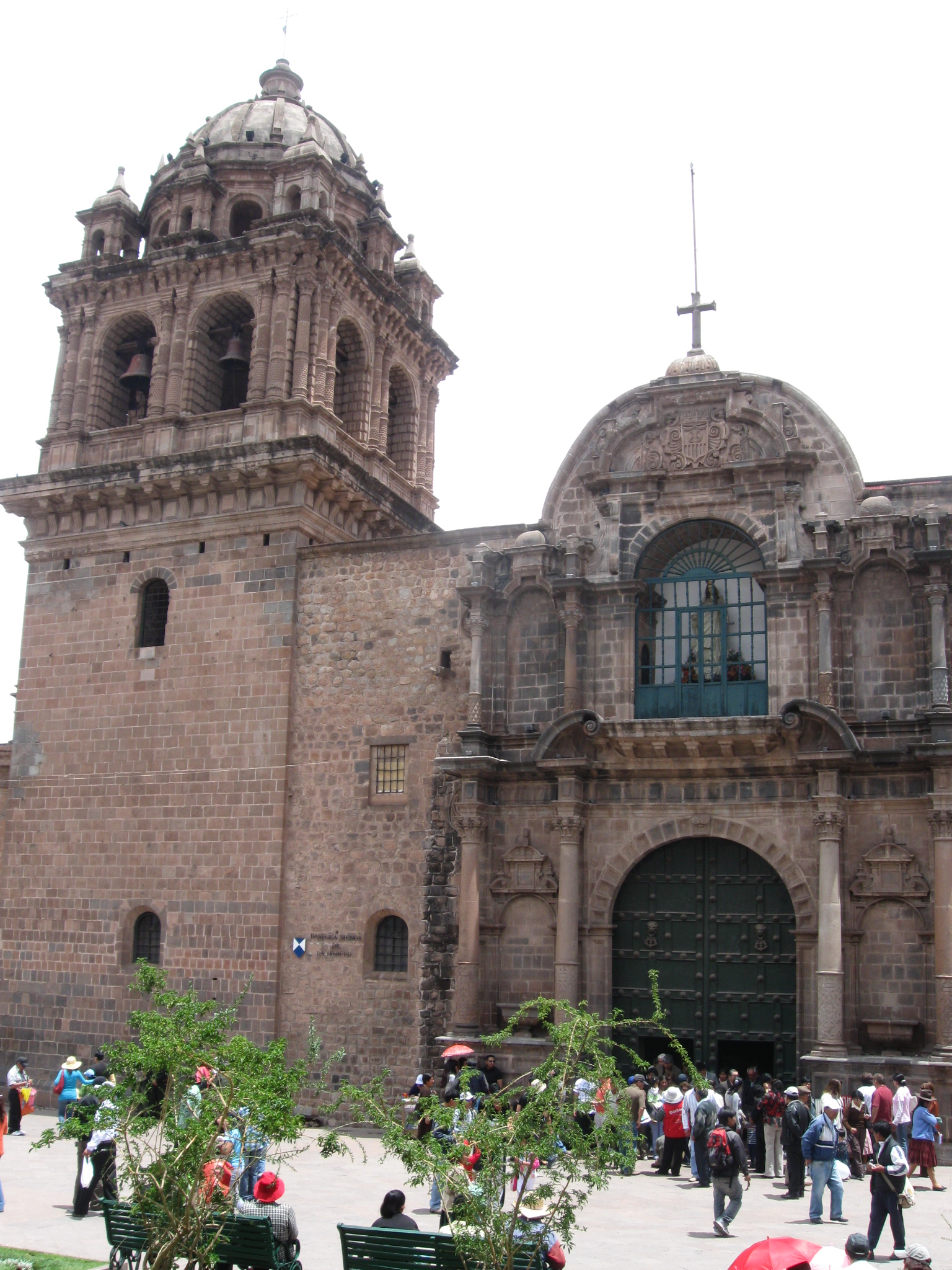
Basiliek Nostra Signora della Mercede in Cuzco

Cuzco (aartsbisdom) · Abancay · Chuquibambilla (territoriale prelatuur) · Sicuani